# 인라인 함수
인라인 함수(inline function)는 여러 버전의 C와 C++ 프로그래밍 언어에서 컴파일러가 인라인 확장 수행을 요청 받는 함수이다. 다시 말해, 프로그래머는 함수를 호출하는 코드를 함수가 정의된 곳에다 생성하지 않고 컴파일러가 완전한 함수체를 함수가 호출되는 모든 장소에 삽입할 것을 요청할 수 있다.

## 언어 지원
C++, C99, GNU C 각각 인라인 함수에 대한 지원을 갖추고 있다. 함수의 인라인 처리 방식은 컴파일러마다 다르다. 마이크로소프트 비주얼 C++과 GCC와 같은 주류의 C++ 컴파일러들은 인라인 함수로 표시되지 않은 것이 있다고 할지라도 적절한 함수를 자동으로 인라인하는 옵션을 지원한다.
C99이나 C++로 작성된 인라인 함수는 다음과 같다:
```
inline
 
int
 
max
(
int
 
a
,
 
int
 
b
)

{

  
return
 
(
a
 
>
 
b
)
 
?
 
a
 
:
 
b
;

}

```

여기서 다음과 같은 구문은
```
a
 
=
 
max
(
x
,
 
y
);

```

더 직접적인 계산으로 변환될 수 있다:
```
a
 
=
 
(
x
 
>
 
y
)
 
?
 
x
 
:
 
y
;

```

## 같이 보기
- 인라인 확장